# Peace Will Come
Peace Will Come – singel gruzińskiej wokalistki Diany Ghurckaiej napisany przez Kima Breitburga i Karena Kawaleriana wydany w 2008 roku.
W marcu utwór wygrał krajowe eliminacje eurowizyjne, zostając propozycją reprezentującą Gruzję podczas 53. Konkursu Piosenki Eurowizji. Utwór zdobył największe poparcie telewidzów (39,4% głosów).
22 maja Ghurckaia zaprezentował singiel jako czternasty w kolejności w drugim półfinale imprezy, na scenie towarzyszyło jej pięciu tancerzy oraz wokal wspierający, w tym Anri Dżochadze, późniejszy reprezentant kraju w konkursie. Utwór zdobył łącznie 105 punktów, w tym dwanaście od Cypru i Ukrainy, dzięki którym zakwalifikował się do sobotniego finału, w którym zajął ostatecznie 11. miejsce z 83 punktami na koncie.